# Idílio José Soares
Idílio José Soares (* 26. Oktober 1887 in Limeira, Brasilien; † 10. Dezember 1969) war ein brasilianischer Geistlicher und römisch-katholischer Bischof von Santos.

## Leben
Idílio José Soares studierte zunächst am Priesterseminar in São Paulo. Zur Fortsetzung seiner Studien ging er nach Rom an das Päpstliche lateinamerikanische Kolleg „Pius“ und studierte an der Päpstlichen Universität Gregoriana. Er empfing am 28. Oktober 1914 das Sakrament der Priesterweihe für das Bistum Campinas. Nach weiteren Studien wurde er 1915 an der Gregoriana promoviert.
Am 16. September 1932 ernannte ihn Papst Pius XI. zum Bischof von Petrolinas. Der Bischof von Campinas, Francisco de Campos Barreto, spendete ihm am 30. November desselben Jahres die Bischofsweihe; Mitkonsekratoren waren der Bischof von Pouso Alegre, Octávio Augusto Chagas de Miranda, und der Bischof von Rio Preto, Lafayette Libânio.
Papst Pius XII. ernannte ihn am 12. Juni 1943 zum Bischof von Santos. Er nahm an den ersten beiden Sitzungsperioden des Zweiten Vatikanischen Konzils als Konzilsvater teil.
Papst Paul VI. nahm am 21. November 1966 seinen Verzicht auf das Bistum Santos an und ernannte ihn zum Titularbischof von Vegesela in Numidia. Seinen Ruhestand verbrachte er in Campinas, wo er bis zu seinem Tod in der Krankenhausseelsorge aktiv war. Sein Grab befindet sich in der Kathedrale von Santos.